# INS Kursura (S20)
Le INS Kursura (S20) est un sous-marin diesel-électrique de classe Kalvari (variante de la classe Foxtrot  en code OTAN, et de désignation soviétique Project 641) de la marine indienne.

## Historique
C'était le cinquième sous-marin indien qui a été mis en service le 18 décembre 1969 et a été mis hors service le 27 février 2001 après 31 ans de service. Il a participé à la Troisième guerre indo-pakistanaise de 1971, où il a joué un rôle clé dans les missions de patrouille. Il a par la suite participé à des exercices navals avec d'autres nations et a effectué de nombreuses visites de diplomatie dans d'autres pays.

### Préservation
Après le déclassement, il a été consacré à la Nation par le ministre en chef N. Chandrababu Naidu le 9 août 2002 et a été conservé comme navire musée pour l'accès public du 24 août 2002 sur la plage de RK Beach (en) à Visakhapatnam . Le Kursura a la particularité d'être l'un des très rares sous-marins à conserver son originalité et à être une destination touristique incontournable de Visakhapatnam.

## En images

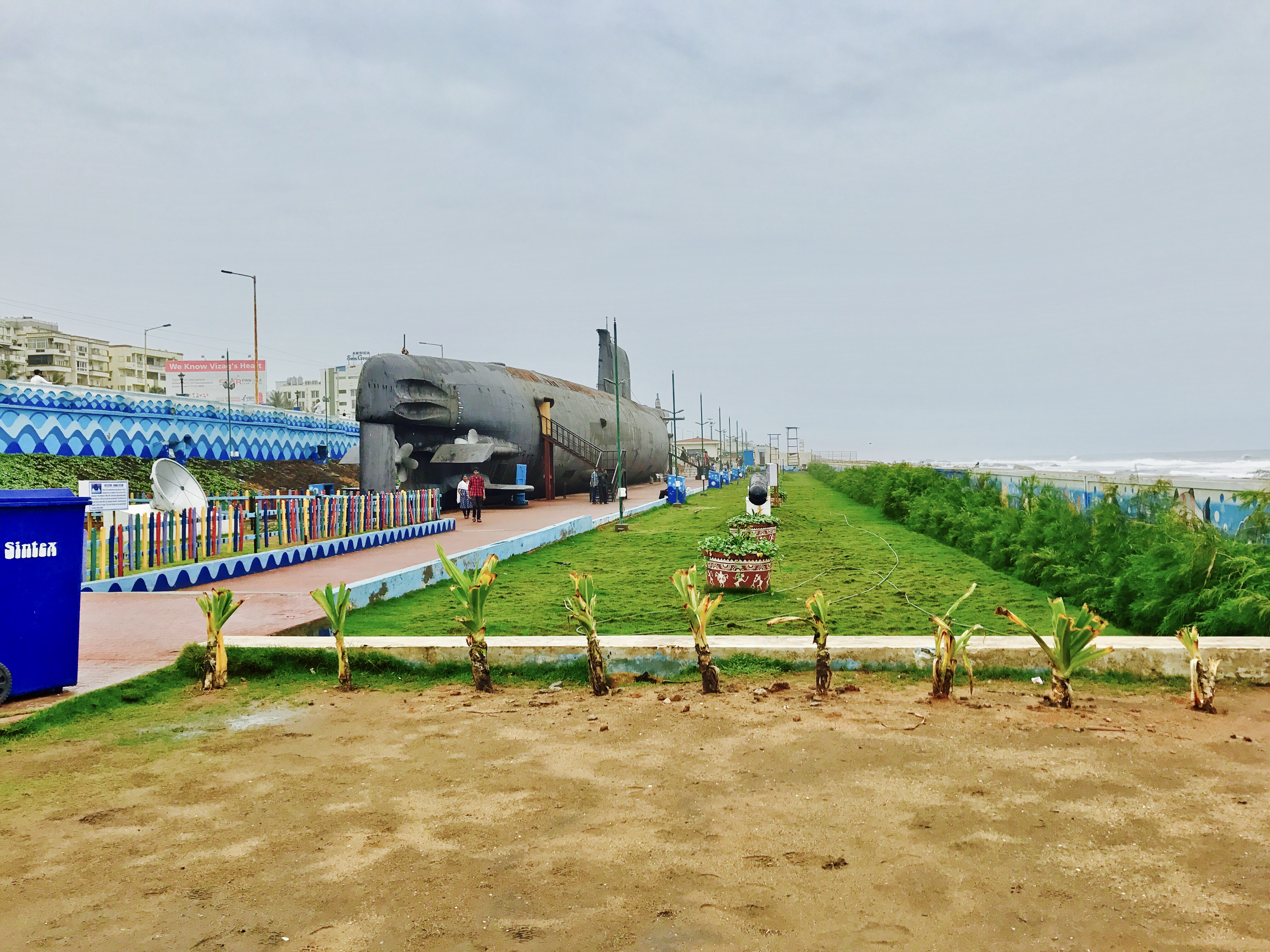
INS Kursura en 2017
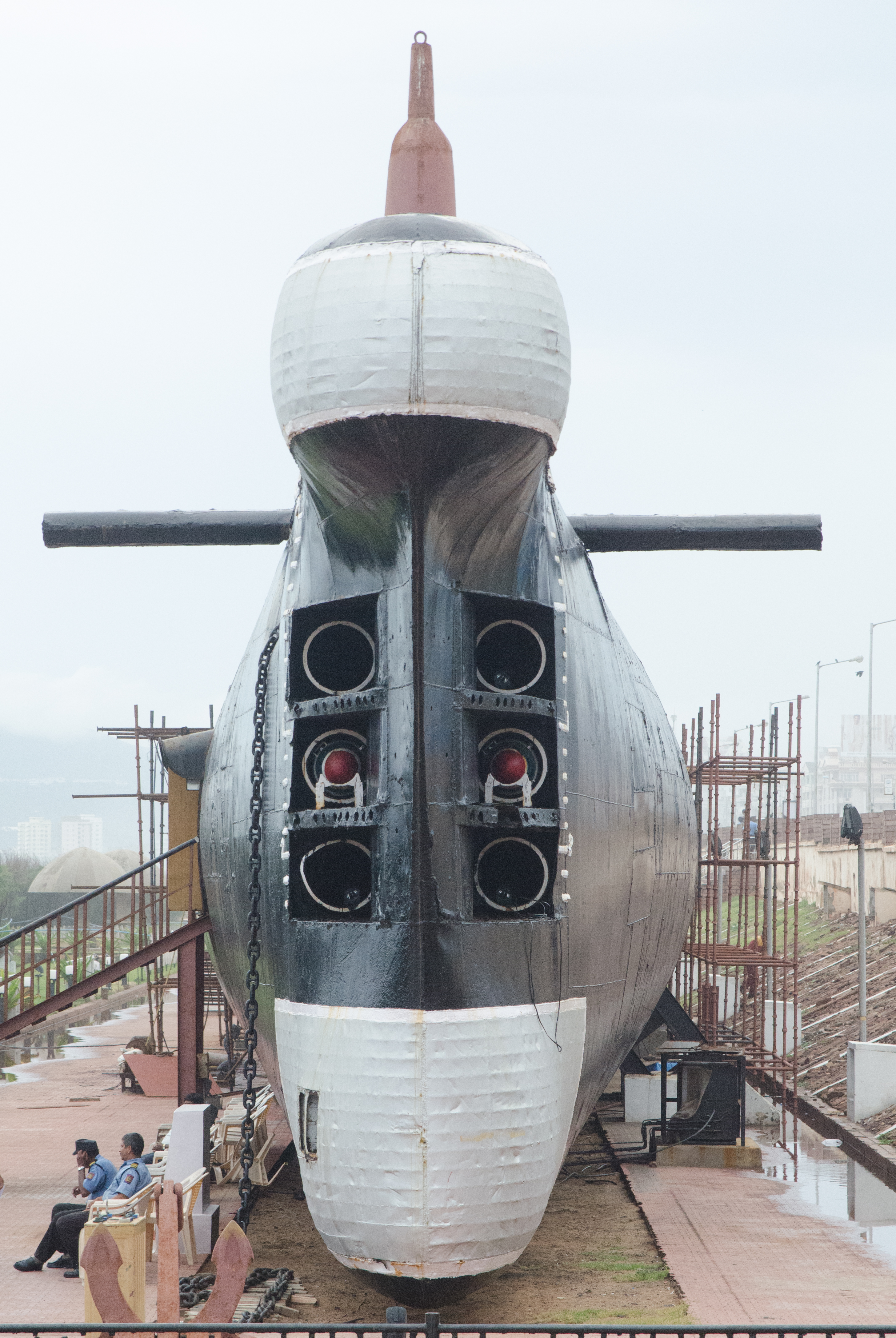
Tubes lance-torpilles
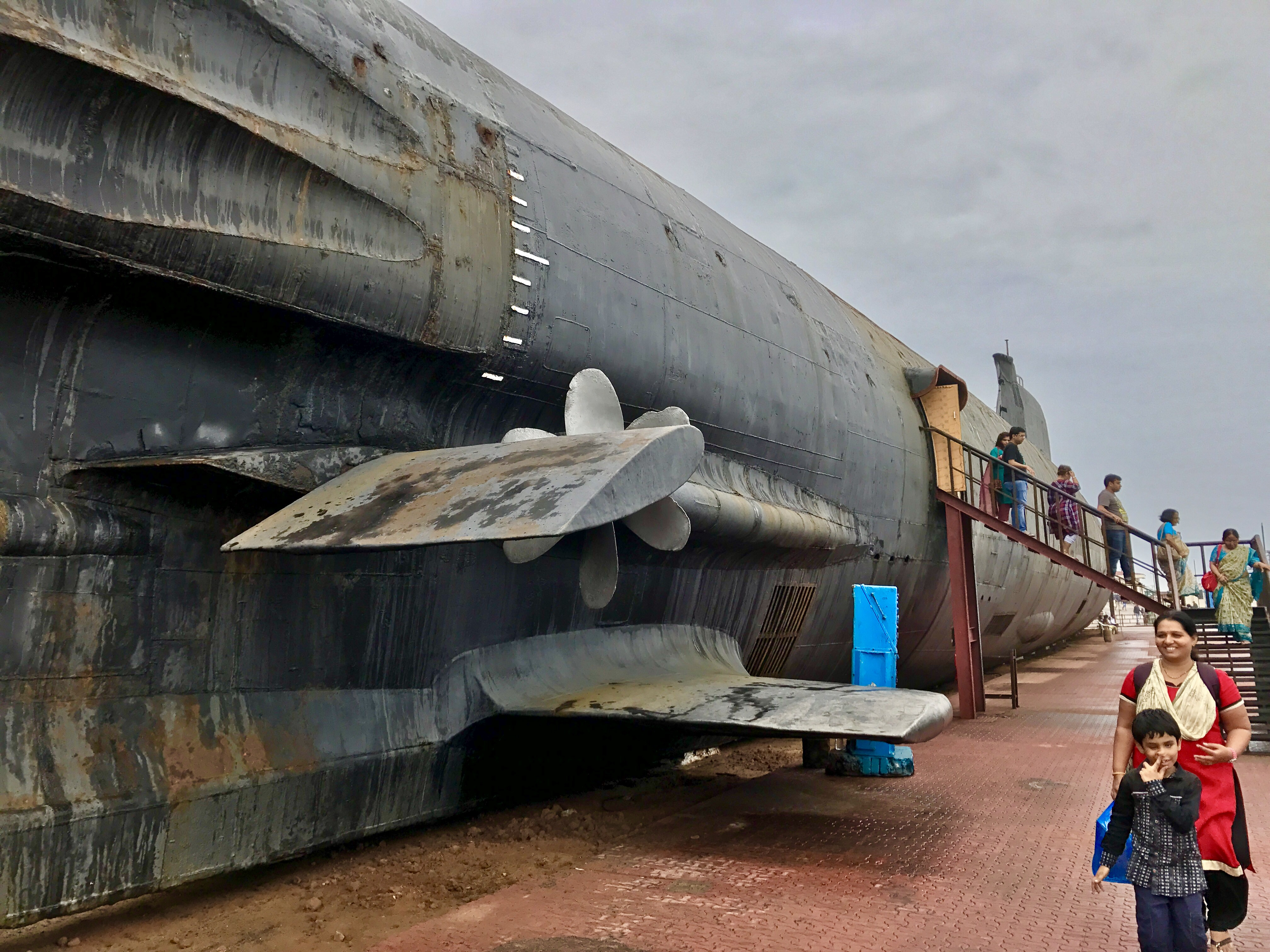
Gouverne et hélice